# Bernsrode
Bernsrode ist eine Wüstung nordwestlich von Roßla in Sachsen-Anhalt. Sie liegt zwischen Rosperwenda und Dittichenrode.

## Geschichte
Bernsrode wird erstmals urkundlich am 29. Juli 961 als Bernardesroth erwähnt, als König Otto II. diesen Ort dem Moritzkloster Magdeburg schenkte.

## Quelle
Reg. Thur. Nr. 414, S. 94.
Koordinaten: 51° 28′ 30″ N, 11° 3′ 23″ O